# Erosida
Erosida é um gênero de coleópteros da tribo Eburiini (Cerambycinae); compreende cinco espécies, com distribuição na Argentina, Bolívia, Brasil, Colômbia, México, Paraguai, Uruguai e Venezuela.

## Sistemática
- Ordem Coleoptera
  - Subordem Polyphaga
    - Infraordem Cucujiformia
      - Superfamília Chrysomeloidea
        - Família Cerambycidae
          - Subfamília Cerambycinae
            - Tribo Eburiini
              - Gênero Erosida (Thomson, 1860)
                - Erosida delia (Thomson, 1860)
                - Erosida formosa (Blanchard, 1843)
                - Erosida gratiosa (Blanchard, 1843)
                - Erosida lineola (Fabricius, 1781)
                - Erosida yucatana (Giesbert, 1985)